# Tripelverhältnis
In der Mathematik ist das Tripelverhältnis (engl. triple ratio) eine Invariante der linearen Algebra, die das Doppelverhältnis der projektiven Geometrie verallgemeinert und insbesondere in der Darstellungstheorie von Flächengruppen von Bedeutung ist.

## Fahnen, generische Tripel
Es sei {\displaystyle V} ein {\displaystyle n}-dimensionaler Vektorraum. Eine vollständige Fahne ist eine Folge {\displaystyle (E_{0},E_{1},\ldots ,E_{n})} von Untervektorräumen 
mit
{\displaystyle E_{0}\subsetneq E_{1}\subsetneq \ldots \subsetneq E_{n}}
und {\displaystyle \dim E_{i}=i} für {\displaystyle i=0,\ldots ,n}, insbesondere {\displaystyle E_{0}=0} und {\displaystyle E_{n}=V}.
Ein Tripel {\displaystyle (E,F,G)} vollständiger Fahnen heißt generisch, wenn alle vorkommenden Unterräume transversal zueinander sind, eine hinreichende Bedingung hierfür ist
{\displaystyle E_{a}\cap F_{b}\cap G_{c}=0\ \forall \ a+b+c=n}.

## Definition
Sei {\displaystyle (E,F,G)} ein generisches Tripel vollständiger Fahnen eines {\displaystyle n}-dimensionalen Vektorraums {\displaystyle V}. Wir fixieren einen Isomorphismus {\displaystyle V\simeq \mathbb {R} ^{n}} und damit auch einen Isomorphismus {\displaystyle \Lambda ^{n}V\simeq \mathbb {R} }.
Für jedes {\displaystyle i=1,\ldots ,n} wählen wir
Elemente 
{\displaystyle e^{i}\in \Lambda ^{i}E_{i},f^{i}\in \Lambda ^{i}F_{i},g^{i}\in \Lambda ^{i}G_{i}}.
(Wegen {\displaystyle \Lambda ^{i}E_{i}\simeq \mathbb {R} ,\Lambda ^{i}F_{i}\simeq \mathbb {R} ,\Lambda ^{i}G_{i}\simeq \mathbb {R} } sind diese Elemente eindeutig bis auf Multiplikation mit von Null verschiedenen reellen Zahlen.)
Wir bezeichnen die Bilder dieser Elemente in {\displaystyle \Lambda ^{i}V} ebenfalls mit {\displaystyle e^{i},f^{i},g^{i}}.
Seien {\displaystyle a,b,c} positive, ganze Zahlen mit {\displaystyle a+b+c=n}. Das (a,b,c)-Tripelverhältnis des generischen Tripels vollständiger Fahnen {\displaystyle (E,F,G)} wird definiert durch die Formel
{\displaystyle T_{abc}(E,F,G):={\frac {e^{a+1}\wedge f^{b}\wedge g^{c-1}}{e^{a-1}\wedge f^{b}\wedge g^{c+1}}}{\frac {e^{a}\wedge f^{b-1}\wedge g^{c+1}}{e^{a}\wedge f^{b+1}\wedge g^{c-1}}}{\frac {e^{a-1}\wedge f^{b+1}\wedge g^{c}}{e^{a+1}\wedge f^{b-1}\wedge g^{c}}}\in \mathbb {R} }.
Die sechs Wedgeprodukte sind jeweils Elemente von {\displaystyle \Lambda ^{n}V=\mathbb {R} }, aus der Annahme der Generizität folgt, dass sie alle von Null verschieden sind. Man beachte, dass die {\displaystyle e^{i}\in \Lambda ^{i}E_{i},f^{i}\in \Lambda ^{i}F_{i},g^{i}\in \Lambda ^{i}G_{i}} nur bis auf Multiplikation mit reellen Zahlen eindeutig definiert sind, dass aber jedes Element in Zähler und Nenner gleichermaßen vorkommt und {\displaystyle T_{abc}(E,F,G)} deshalb wohldefiniert ist.

## Geometrische Interpretation für n=3
Das Tripelverhältnis dreier Fahnen {\displaystyle (A,a),(B,b),(C,c)} in {\displaystyle P^{2}} ist das Doppelverhältnis der vier projektiven Geraden {\displaystyle a,AB,A(b\cap c),AC} nach Identifikation der Menge der projektiven Geraden in {\displaystyle P^{2}} mit einer projektiven Geraden {\displaystyle P^{1}}. 
Insbesondere gilt:
- das Tripelverhältnis ist −1 genau dann, wenn entweder die Geraden {\displaystyle A(b\cap c),B(c\cap a),C(a\cap b)} einen gemeinsamen Punkt haben (Satz von Ceva) oder die Punkte {\displaystyle A,B,C} auf einer Geraden liegen (Satz von Menelaos) oder beides.
- das Tripelverhältnis ist positiv genau dann, wenn das Dreieck ABC dem Dreieck {\displaystyle (a\cap b)(b\cap c)(c\cap a)} einbeschrieben ist.

## Vollständige Invariante
Das Tripelverhältnis ist eine vollständige Invariante generischer Tripel unter Basiswechseln {\displaystyle A\in GL(V)}:
Satz (Fock-Goncharov): Zu zwei generischen Tripeln vollständiger Fahnen {\displaystyle (E,F,G)} und {\displaystyle (E^{\prime },F^{\prime },G^{\prime })} gibt es genau dann eine lineare Abbildung {\displaystyle A\in GL(V)} mit 
{\displaystyle AE_{i}=E_{i}^{\prime },AF_{i}=F_{i}^{\prime },AG_{i}=G_{i}^{\prime },i=0,\ldots ,n},
wenn 
{\displaystyle T_{a,b,c}(E,F,G)=T_{abc}(E^{\prime },F^{\prime },G^{\prime })}
für alle Tripel positiver, ganzer Zahlen {\displaystyle a,b,c} mit {\displaystyle a+b+c=n} gilt.